# You Me at Six
You Me At Six (oftast skrivet som youmeatsix) är ett brittiskt rockband från Weybridge, Surrey, bildat 2004. Bandet består av sångaren Josh Franceschi, gitarristen och bakgrundssångaren Max Helyer, gitarristen Chris Miller, basisten Matt Barnes och trummisen Dan Flint (2009).
Bandet har spelat i Sverige vid tre tillfällen, i november 2009, och då som support till amerikanska Paramore, en egen konsert i mars 2014 samt på Bråvallafestivalen i juni 2014. 22 januari 2019 spelade You Me at Six på Fryshuset i Stockholm.

## Diskografi

### Studioalbum
- Take Off Your Colours (oktober 2008)
- Hold Me Down (januari 2010)
- Sinners Never Sleep (oktober 2011)
- Cavalier Youth (januari 2014)
- Night People (6 januari 2017)
- VI (oktober 2018)
- SUCKAPUNCH ( 15 januari 2021)

### EP-skivor
- We Know What It Means to Be Alone (2005)
- Untitled 4 Track EP (2007)
- Kiss And Tell EP (2009)

### Singlar
- Save It for the Bedroom (oktober 2007, återutgiven mars 2009)
- If I Were in Your Shoes (mars 2008)
- Gossip (juli 2008)
- Jealous Minds Think Alike (september 2008)
- Finders Keepers (maj 2009)
- Kiss and Tell (september 2009)
- The Consequence (november 2009)
- Underdog (februari 2010)
- Liquid Confidence (april 2010)
- Stay with me (september 2010)
- Rescue Me (februari 2011)
- Loverboy (september 2011)
- Bite My Tongue (december 2011)
- The Swarm (mars 2012)
- No One Does It Better (april 2012)
- Reckless (oktober 2012)
- Lived a Lie (september 2013)
- Fresh Start Fever (december 2013)
- Room to Breathe (2014)
- Cold Night (december 2014)
- Forgive and Forget (december 2014)